# Жах Амітивілля
Жах Амітивілля — роман американської письменниці Джей Енсон, опублікована у вересні 1977 року. Вона є основою для серії фільмів, випущених між 1979 і 2013 роках. У книзі сказано що вона заснована на паранормальних переживаннях сім'ї Лутца, але це призвело до розбіжностей і позовів за її правдивість.

## Історична основа
На 13 листопада 1974 року Рональд Дефео-молодший застрелив шістьох членів своєї сім'ї на 112 Океанському Проспекті у великогому голландському колоніальному будинку, розташованому в приміському районі в Амитивілля, на південному березі Лонг-Айленда в Нью-Йорку. Він був визнаний винним у вбивстві другого ступеня в листопаді 1975 року.
У грудні 1975 року, Джордж і Кеті Лутц і троє їхніх дітей переїхали в будинок. Після 28 днів, Лутци покинули будинок, стверджуючи, що їх тероризували паранормальні явища коли вони жили там.

## Фільми на тему
- Жах Амітивілля (1979)
- Амітивіль 2: одержимість (1982)
- Амітивілль 3-D в (1983) (зроблено в 3-д, а також була випущена як Амітивіль III: демон)
- Амитивіль 4: Зло Рятується (1989)
- Прокляття Амітивілля (1990)
- Амітивіль: мова йде про час (1992)
- Амитивіль: Нове Покоління (1993)
- Ляльковий Будинок Амітивілля (1996)
- Жах Амітивілля (2005)
- Справжній жах Амітивіля (2005)
- Амітивіля Примари (2011)
- Притулок Амітивіля(2013)
- Будинок Смерті Амітивілля (2015)
- Амітивіль. Терор (2016)
- Жах Амітивіля: Пробудження (2017)

## Подальше читання
- Holzer, Hans: The Amityville Curse: Fact or Fiction? (a 2007 reprint of Murder in Amityville, The Amityville Curse and The Secret of Amityville). ISBN 978-0-7607-8535-5
- Kaplan, Stephen and Roxanne Salch: The Amityville Horror Conspiracy (1995) ISBN 978-0-9637498-0-2
- Osuna, Ric: The Night the DeFeos Died (2002) ISBN 978-1-59109-586-6
- Savive, Will: Mentally Ill in Amityville (2008) ISBN 978-0-595-50312-4